# 阿部政太郎

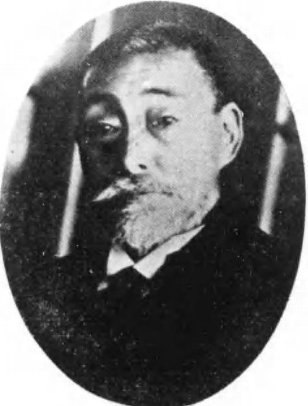
阿部政太郎

阿部 政太郎（あべ まさたろう、1859年12月24日（安政6年12月1日） - 1934年（昭和9年）10月4日）は、青森市長、衆議院議員（立憲政友会）。号は波城。

## 経歴
陸奥国南津軽郡浪岡村（現在の青森県青森市）出身。1878年（明治11年）、青森県師範学校予科を卒業し、小学校教員となった。ついで青森県医学校監事補、青森県御用掛を務めた。その後、官を辞して上京し、明治法律学校（現在の明治大学）で学んだ。
帰郷後、南津軽郡会議員に選出され、さらに青森県会議員に選出された。1908年（明治41年）、第10回衆議院議員総選挙に出馬し、当選した。その後、1917年（大正6年）と1925年（大正14年）の2度青森市長に選出された。

## 親族
5男6女の子宝に恵まれ、その末の子供に洋画家の阿部合成が、甥（政太郎の妹みさほの子）に同じく洋画家の常田健がいる。